# OK K.O.! Let's Be Heroes
OK K.O.! Let's Be Heroes  (OK K.O.! Vamos Ser Heróis no Brasil) é uma série animada dos Estados Unidos dos gêneros Comédia e superaventura criada por Ian-Jones-Quartey (conhecido por seu trabalho em Steven Universe, Adventure Time, Secret Mountain Fort Awesome e Nockforce) e com base em seu piloto Lakewood Plaza Turbo, que foi lançado como parte do projeto de 2015, Summer Shorts Projects, da Cartoon Network. A websérie estreou no canal YouTube do Cartoon Network. Produzido pelo Cartoon Network e Digital eMation, cada episódio curto é animado por diferentes empresas, como Science SARU e Yotta.
Em 9 de março de 2017, quatro anos após a estreia do curta-metragem original, o Cartoon Network deu sinal verde para a série de televisão. A sequência de abertura foi produzida pelo artista japonês Hiroyuki Imaishi, co-fundador do Studio Trigger.

## Premissa
OK K.O.! Let's Be Heroes se passa no ano futurista de 201X, onde o mundo é povoado por heróis e vilões.
A série segue o personagem principal, K.O, e seus esforços para se tornar o maior herói do mundo, enquanto trabalha no Mercadinho do Gar (dirigido pelo Sr. Gar), uma loja de suprimentos de heróis na praça Lakewood Turbo. Ao lado dele estão seus melhores amigos e colegas de trabalho Radi, um extraterrestre apático, narcisista e Enidia, uma empregada de nível alto que age como a irmã mais velha, bem como outros heróis que trabalham e frequentam a área.

## Dublagem
| Personagem                  | Voz Original           | Dublador                              | Dublador       |
| Principais                  | Principais             | Principais                            | Principais     |
| --------------------------- | ---------------------- | ------------------------------------- | -------------- |
| Kaio / K.O / T.K.O / T.Kaio | Courtenay Taylor       | Yan Gesteira                          | André Raimundo |
| Enídia                      | Ashly Burch            | Flávia Fontenelle                     | Patrícia Adão  |
| Radi                        | Ian Jones-Quartey      | Renan Vidal                           | Tiago Retrê    |
| Sr.Gar                      | David Herman           | Márcio Dondi                          | Rui Quintas    |
| Carol                       | Kate Flannery          | Andréa Murucci                        | Isabel Ribas   |
| Dendy                       | Melissa Fahn           | Cláudia Ricart (1-3ª Temporada)       | Adriana Moniz  |
| Dendy                       | Melissa Fahn           | Hannah Buttel (3ª Temporada)          | Adriana Moniz  |
| Outros Heróis               |                        |                                       |                |
| Esqueleto Mega Mágico       | Ben Jones              | Charles Emmanuel                      | Tiago Retre    |
| Brandão                     | David Herman           | Felipe Mariano                        | TBA            |
| Elodie                      | Reshma Shetty          | Sylvia Salustti                       | Marta Mota     |
| Ação Vermelha               | Kali Hawk              | Fabíola Giardino / Márcia Morelli     | Marta Mota     |
| Drupe                       | Melissa Villaseñor     | TBA                                   | Isabel Nunes   |
| Mega Bebê do Futebol        | Melissa Villaseñor     | Fabíola Giardino / João Victor Granja | Adriana Moniz  |
| Barbudo                     | Dave Herman            | Carlos Comério                        | Rafael Silva   |
| Ginger                      | Melissa Villaseñor     | Carmen Sheila                         | Adriana Moniz  |
| Gertie                      | Melissa Villaseñor     | Patrícia Garcia                       | TBA            |
| Gladys                      | Ashly Burch            | Carolina Godinho                      | TBA            |
| Camaleão Junior             | Tony Revolori          | João Victor Granja                    | Tiago Retrê    |
| Cara de Peixe               | Parker Simmons         | Mckeidy Lisita                        | TBA            |
| Café Zito                   | Andrés du Bouchet      | Guilherme Briggs                      | Rafael Silva   |
| Herói                       | Michael Sinterniklaas  | Wirley Contaifer                      |                |
| Nick Exército               | Christopher Niosi      | TBA                                   | TBA            |
| Joff o Monge Shaolin        | James Urbaniak         | TBA                                   | TBA            |
| Sr.Lógica                   | James Urbaniak         | TBA                                   | TBA            |
| Dinamite Watkins            | Mary Elizabeth McGlynn | Fabiana Aveiro                        | TBA            |
| Srs.Qantum                  | Mary Elizabeth McGlynn | TBA                                   | TBA            |
| Vilões                      |                        |                                       |                |
| Lord Boxman                 | Jim Cummings           | Hércules Franco                       | Rui Quintas    |
| Sombrio                     | Steven Ogg             | Luiz Carlos Persy                     | TBA            |
| Professor Venenoso          | Steven Ogg             | Carlos Gesteira / José Leonardo       | TBA            |
| Fink                        | Lara Jill Miller       | Christiane Monteiro / Natali Pazete   | TBA            |
| Cosma                       | Marina Sirtis          | Rita Lopes                            | TBA            |
| Vormulax                    | Kari Wahlgren          | TBA                                   | TBA            |
| Robôs                       |                        |                                       |                |
| René                        | Ian Jones-Quartey      | Sérgio Stern                          | Tiago Retre    |
| Raimundo                    | Robbie Daymond         | Philippe Maia                         | Rafael Silva   |
| Shannon                     | Kari Wahlgren          | Pamella Rodrigues                     | Adriana Moniz  |
| Ernesto                     | Chris Niosi            | Eduardo Borgerth                      | TBA            |
| Jethro                      | David Herman           | Gutemberg Barros                      | TBA            |
| Mikayla                     | Melissa Fahn           | Márcia Morelli                        | TBA            |

- Estúdio de dublagem: Delart

## Produção
O diretor de conteúdo da Cartoon Network, Rob Sorcher, promoveu OK K.O.! Let's Be Heroes diversas vezes em entrevistas dando sinais de que o canal produziria uma série completa. Vários artistas de storyboard da série também a promoveram através do Twitter. No dia 9 de março, no blog da PlayStation, Chris Waldron, vice-presidente de jogos e produtos digitais da Cartoon Network, anunciou uma série nas conteúdos baseados em OK K.O.!, incluindo um jogo eletrônico. Os primeiros 6 episódios foram lançados on-line em 13 de junho de 2017 pelo Cartoon Network. A série estreia no canal em 1 de agosto de 2017.

## Jogo eletrônico
Um jogo para celular, OK K.O.! Lakewood Plaza Turbo, foi lançado no Android e iOS em 4 de fevereiro de 2016 como um jogo gratuito para essas plataformas. É um beat 'em up desenvolvido por Double Stallion Games e publicado pela Cartoon Network.
O Capybara Games desenvolveu um jogo baseado no show para PlayStation 4, Xbox One e Windows. Está programado para lançamento em meados de 2017.

## Resumo
| Temporada | Temporada | Episódios | Exibição original      | Exibição original      | Exibição no Brasil     | Exibição no Brasil     | Exibição em Portugal   | Exibição em Portugal |
| Temporada | Temporada | Episódios | Estreia de temporada   | Final de temporada     | Estreia de temporada   | Final de temporada     | Estreia de temporada   | Final de temporada   |
| --------- | --------- | --------- | ---------------------- | ---------------------- | ---------------------- | ---------------------- | ---------------------- | -------------------- |
|           | Piloto    | 1         | 21 de maio de 2013     | 21 de maio de 2013     | 30 de junho de 2017    | 30 de junho de 2017    | TBA                    | TBA                  |
|           | 1         | 53        | 1 de agosto de 2017    | 6 de abril de 2018     | 18 de setembro de 2017 | 4 de outubro de 2018   | 13 de novembro de 2017 | 2018                 |
|           | 2         | 38        | 5 de maio de 2018      | 30 de junho de 2019    | 11 de outubro de 2018  | 16 de novembro de 2019 | —                      | —                    |
|           | 3         | 20        | 7 de julho de 2019     | 6 de setembro de 2019  | 17 de novembro de 2019 | 17 de novembro de 2019 | —                      | —                    |
|           | Curtas    | 18        | 4 de fevereiro de 2016 | 28 de novembro de 2017 | 26 de julho de 2017    | 2 de outubro de 2017   | —                      | —                    |